# لویی شنکو
لویی شنکو (عربی: لؤي شنكو؛ زادهٔ ۲۹ نوامبر ۱۹۷۹) یک بازیکن فوتبال زاده سوئد و اهل سوریه است.

## باشگاهی
از باشگاه‌هایی که در آن بازی کرده‌است می‌توان به هامارابی، آ. ا. ک آتن، مالمو و دیورگاردن اشاره کرد.

## تیم ملی
وی همچنین در تیم‌های ملی فوتبال سوئد و سوریه بازی کرده است.